# Vlag van Sarthe

Vlag van Sarthe

De vlag van Sarthe is de niet-officiële vlag van het Franse departement Sarthe. Net als de meeste andere departementen van Frankrijk heeft Sarthe geen officiële vlag, maar wordt de hier rechts afgebeelde vlag op niet-officiële wijze gebruikt. De vlag is afgeleid van het wapen van dit departement.
De vlag bestaat uit een blauw veld bezaaid met gouden lelies, het geheel omgeven door een rode schildzoom met in het kanton een zilveren leeuw.
Deze vlag is ook die van de voormalige provincie Maine. De vlag is geïnspireerd op het ontwerp van het wapen dat op 22 april 1961 is goedgekeurd door de Algemene Raad.
Naast deze vlag is er een logovlag in gebruik.

Vlag van Maine
Logovlag